# تجربة الدمية بوبو

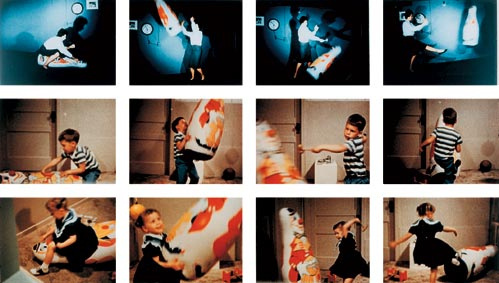

تجربة الدمية بوبو هي تجربة علم نفس اجتماعي أقيمت من قبل عالم النفس ألبرت باندورا في جامعة ستانفورد عام 1961 بهدف دراسة إذ ما كان سلوك الأطفال الأجتماعي يتأثر بالملاحظة و المراقبة خاصة بعد مشاهدة نموذج لفعل أو تصرف شخص بالغ أو راشد و هل يمكن لطفل أن يقلد تصرفا ما بغرض التقليد لمجرد أنه رأي شخص بالغ يفعل ذلك التصرف بغض النظر عن ما إن كان ذلك الفعل خطأ أم صوابا وهل يفسر ذلك ظاهرة تدخين بعض الأطفال للسجائر و إدمان الدخان في سن مبكره

## طريقة إجراء التجربة
الدمية بوبو هي دمية بلاستيكية تشبه المهرج لديها وزن ثقيل من الأسفل يساعد علي أستقرارها و توازنها بحيث لا يمكنها السقوط عندما يدفعها أحد
أتخذ ألبرت باندورا 72 طفلا مقسمين إلي 36 ولد و 36 بنت تتراوح أعمارهم ما بين 3-7 سنوات وتركهم من أشخاص بالغين ومعهم دمية منفوخة على شكل مهرج اسمه «بوبو». فكرة التجربة هي أن يراقِب الطفل كيف يعامِل الشخصُ البالغ الدميةَ، ثم يُترَك الطفل مع الدمية لوحديهما ليُراقب الباحثون تعامله معها.
الأطفال الذين شاهدوا الشخص البالغ يعامل الدمية «بوبو» بعنف، قاموا بدورهم بضرب الدمية وشتمها بقسوة بعد أن تُركوا وحدهم معها. أما الأطفال الذين شاهدوا الشخص البالغ يعامل الدميةَ بلطف، قاموا هم الآخرين بالتودد ل «بوبو» واللعب معه بلطف.